# Schizaster orbignyanus
Schizaster orbignyanus is een zee-egel uit de familie Schizasteridae.
De wetenschappelijke naam van de soort werd in 1880 gepubliceerd door Alexander Agassiz.